# Ash, Dover
Ash är en ort och civil parish i grevskapet Kent i sydöstra England. Orten ligger i distriktet Dover, cirka 4 kilometer väster om Sandwich. Tätorten (built-up area) hade 2 533 invånare vid folkräkningen år 2021.